# انتخابات ریاست‌جمهوری فرانسه (۲۰۰۷)
انتخابات ریاست جمهوری فرانسه در ۲۲ آوریل ۲۰۰۷ و به منظور انتخاب رئیس‌جمهور فرانسه (پس از ژاک شیراک) در کشور فرانسه و سرزمین‌های تحت مالکیت فرانسه برگزار شد. نیکولا سارکوزی و سگولن رویال، دو نامزد اصلی این انتخابات بودند که در دور اول این انتخابات توانستند به ترتیب با کسب رتبه اول و رتبه دوم، به دور دوم این انتخابات که در ۲ مه ۲۰۰۷ برگزار شد راه یابند. در دور دوم، سارکوزی توانست با کسب حدود ۵۳ درصد آرا به عنوان رئیس جمهور فرانسه برگزیده شود.

## آمار و نتایج
وزارت کشور فرانسه تعداد آراء اخذ شده در دور اول این انتخابات را ۳۷٬۲۵۴٬۲۴۲ برگ و میزان مشارکت را ۸۳٫۷۷٪ اعلام کرد.
در بعضی از شهرهای بزرگ فرانسه از جمله پاریس، این انتخابات تا ساعت ۲۰ ادامه داشت و در دیگر شهرهای فرانسه با مجوز استانداری‌ها، این ساعت قابل تمدید بود.
| نامرد                                                                       | نامرد               | حزب                                | حزب                 | دور اول    | دور اول | دور دوم    | دور دوم |
| نامرد                                                                       | نامرد               | حزب                                | حزب                 | آراء       | %       | آراء       | %       |
| --------------------------------------------------------------------------- | ------------------- | ---------------------------------- | ------------------- | ---------- | ------- | ---------- | ------- |
|                                                                             | نیکولا سارکوزی      | اتحاد برای جنبش مردمی              | UMP                 | ۱۱٬۴۴۸٬۶۶۳ | ۳۱٫۱۸   | ۱۸٬۹۸۳٬۱۳۸ | ۵۳٫۰۶   |
|                                                                             | سگولن روایال        | حزب سوسیالیست                      | PS                  | ۹٬۵۰۰٬۱۱۲  | ۲۵٫۸۷   | ۱۶٬۷۹۰٬۴۴۰ | ۴۶٫۹۴   |
|                                                                             | فرانسوا بایرو       | اتحاد برای دموکراسی فرانسوی        | UDF                 | ۶٬۸۲۰٬۱۱۹  | ۱۸٫۵۷   |            |         |
|                                                                             | ژان-ماری لو پن      | جبهه ملی                           | FN                  | ۳٬۸۳۴٬۵۳۰  | ۱۰٫۴۴   |            |         |
|                                                                             | الیویه برانسنو      | لیگ کمونیست انقلابی                | LCR                 | ۱٬۴۹۸٬۵۸۱  | ۴٫۰۸    |            |         |
|                                                                             | فیلیپ دوویلیه       | جنبش برای فرانسه                   | MPF                 | ۸۱۸٬۴۰۷    | ۲٫۲۳    |            |         |
|                                                                             | ماری ژرژ بوفه       | حزب کمونیست                        | PCF                 | ۷۰۷٬۲۶۸    | ۱٫۹۳    |            |         |
|                                                                             | دومینیک ووانه       | حزب سبزها                          | VEC                 | ۵۷۶٬۶۶۶    | ۱٫۵۷    |            |         |
|                                                                             | آرلت لاگیه          | مبارزه کارگران                     | LO                  | ۴۸۷٬۸۵۷    | ۱٫۳۳    |            |         |
|                                                                             | ژوزه بووه           | مستقل- نامزد مجمع ضد لیبرال فرانسه | SE                  | ۴۸۳٬۰۰۸    | ۱٫۳۲    |            |         |
|                                                                             | فدریک نیهو          | شکار، ماهیگیری، طبیعت و سنت        | CPNT                | ۴۲۰٬۶۴۵    | ۱٫۱۵    |            |         |
|                                                                             | ژرارد شیواردی       | حزب کارگران - نامزد شهرداری‌ها      | PT                  | ۱۲۳٬۵۴۰    | ۰٫۳۴    |            |         |
|                                                                             |                     |                                    |                     |            |         |            |         |
| مجموع                                                                       | مجموع               | مجموع                              | مجموع               | ۳۶٬۷۱۹٬۳۹۶ | ۱۰۰٫۰۰  | ۳۵٬۷۷۳٬۵۷۸ | ۱۰۰٫۰۰  |
|                                                                             |                     |                                    |                     |            |         |            |         |
| رای‌های درست                                                                 | رای‌های درست         | رای‌های درست                        | رای‌های درست         | ۳۶٬۷۱۹٬۳۹۶ | ۹۸٫۵۶   | ۳۵٬۷۷۳٬۵۷۸ | ۹۵٫۸۰   |
| رای‌های سپید و باطله                                                         | رای‌های سپید و باطله | رای‌های سپید و باطله                | رای‌های سپید و باطله | ۵۳۴٬۸۴۶    | ۱٫۴۴    | ۱٬۵۶۸٬۴۲۶  | ۴٫۲۰    |
| رای‌های گرفته/مشارکت                                                         | رای‌های گرفته/مشارکت | رای‌های گرفته/مشارکت                | رای‌های گرفته/مشارکت | ۳۷٬۲۵۴٬۲۴۲ | ۸۳٫۷۷   | ۳۷٬۳۴۲٬۰۰۴ | ۸۳٫۹۷   |
| رای‌ندادگانs                                                                 | رای‌ندادگانs         | رای‌ندادگانs                        | رای‌ندادگانs         | ۷٬۲۱۸٬۵۹۲  | ۱۶٫۲۳   | ۷٬۱۳۰٬۷۲۹  | ۱۶٫۰۳   |
| رأی‌دهندگان ثبت شده                                                          | رأی‌دهندگان ثبت شده  | رأی‌دهندگان ثبت شده                 | رأی‌دهندگان ثبت شده  | ۴۴٬۴۷۲٬۸۳۴ |         | ۴۴٬۴۷۲٬۷۳۳ |         |
|                                                                             |                     |                                    |                     |            |         |            |         |
| نتایج رسمی اعلان شده توسط شورای قانون اساسی – نتایج دور اول · نتایج دور دوم |                     |                                    |                     |            |         |            |         |

## نامزدها
شورای قانون اساسی فرانسه، فهرست دوازده نفره زیر را به عنوان نامزدهای انتخابات ریاست جمهوری فرانسه در سال ۲۰۰۷ میلادی اعلام کرد:
- نیکولا سارکوزی: نامزد حزب اتحاد برای جنبش مردمی.
- سگولن رویال: نامزد حزب سوسیالیست فرانسه.
- فرانسوا بایرو: که از سوی حزب UDF (اتحاد برای دموکراسی فرانسوی) نامزد شده بود.
- ژان ماری لوپن: نامزد حزب جبهه ملی فرانسه بود. برخی وی را به عنوان یک ناسیونالیست افراطی می‌شناختند.
- الیویه برانسنو: وی با ۳۳ سال سن جوان‌ترین نامزد انتخابات بود. وی از طرف کمونیست‌های انقلابی فرانسه، نامزد شده بود.
- فیلیپ دوویلیه: از حزب جنبش برای فرانسه.
- ماری ژرژ بوفه: از حزب کمونیست فرانسه.
- دومینیک ووانه: نامزد حزب سبزها.
- ژوزه بووه: وی نامزد مجمع ضد لیبرال فرانسه‌ بود و خود را سخنگوی بی‌صداها می‌نامید.
- آرلت لاگیه: نامزد حزب مبارزه کارگران.
- فدریک نیهو: از هواداران گروه‌های صید، شکارچی، طبیعت و سنت.
- ژرارد شیواردی: نامزد شهرداری‌ها.

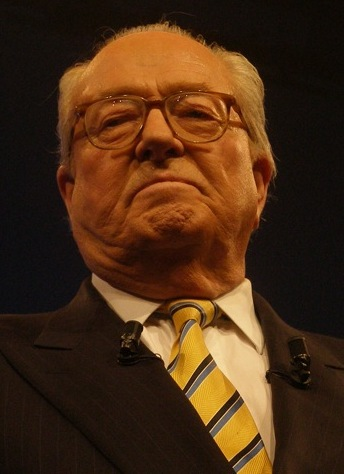
ژان ماری لوپن : نامزد حزب جبهه ملی
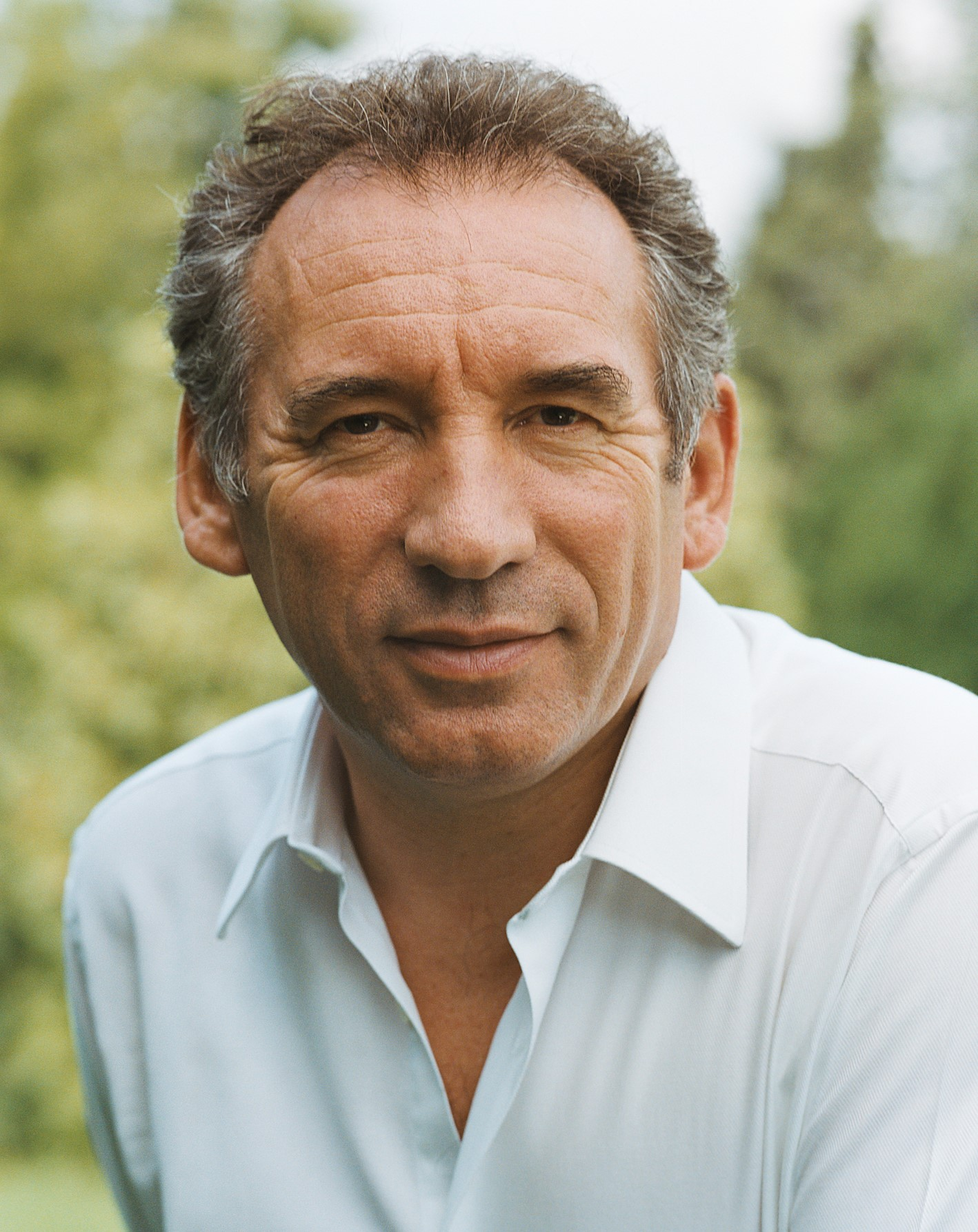
فرانسوا بایرو : نامزد حزب UDF(اتحاد برای دموکراسی فرانسوی)
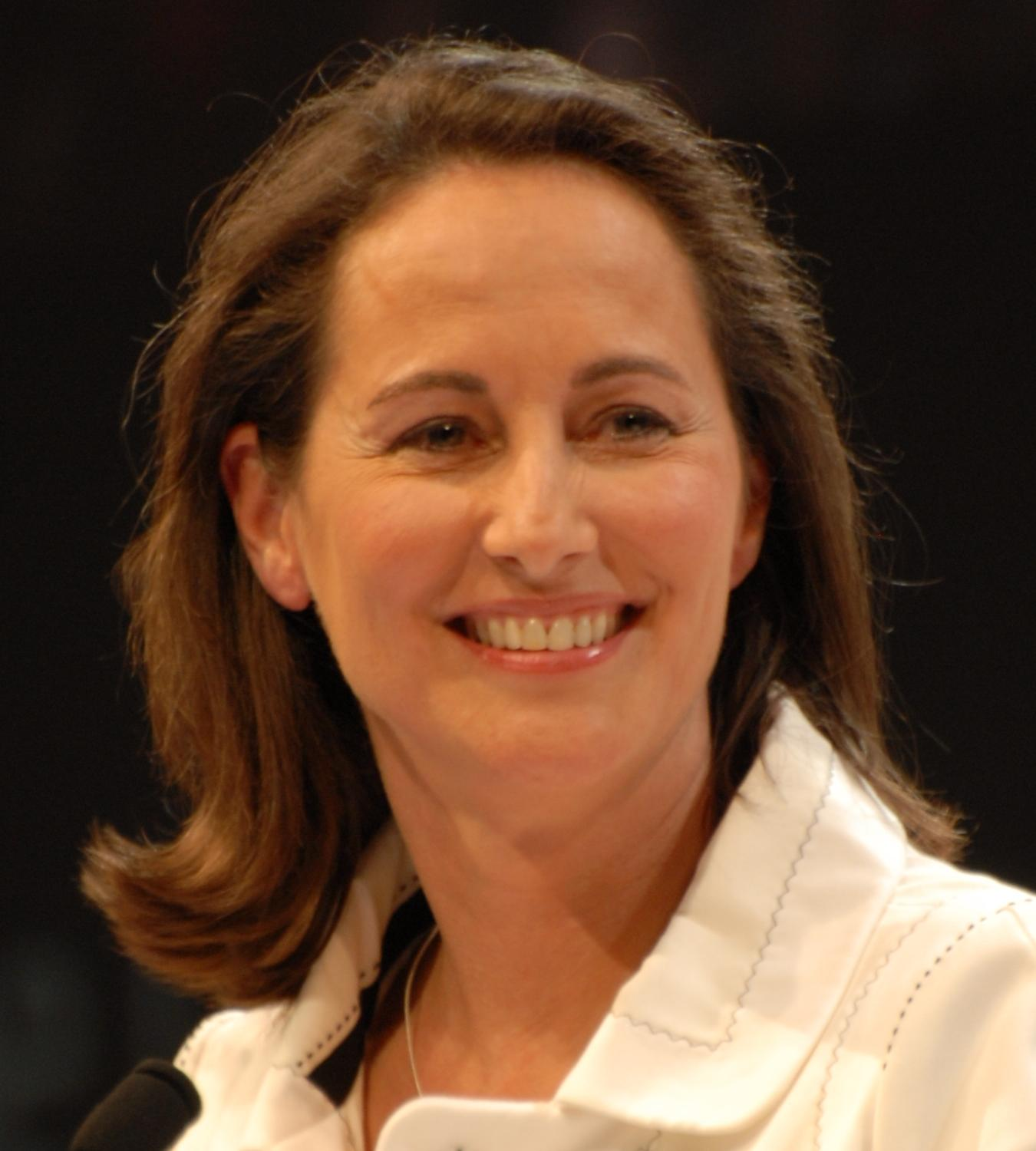
سگولن رویال : نامزد حزب سوسیالیست
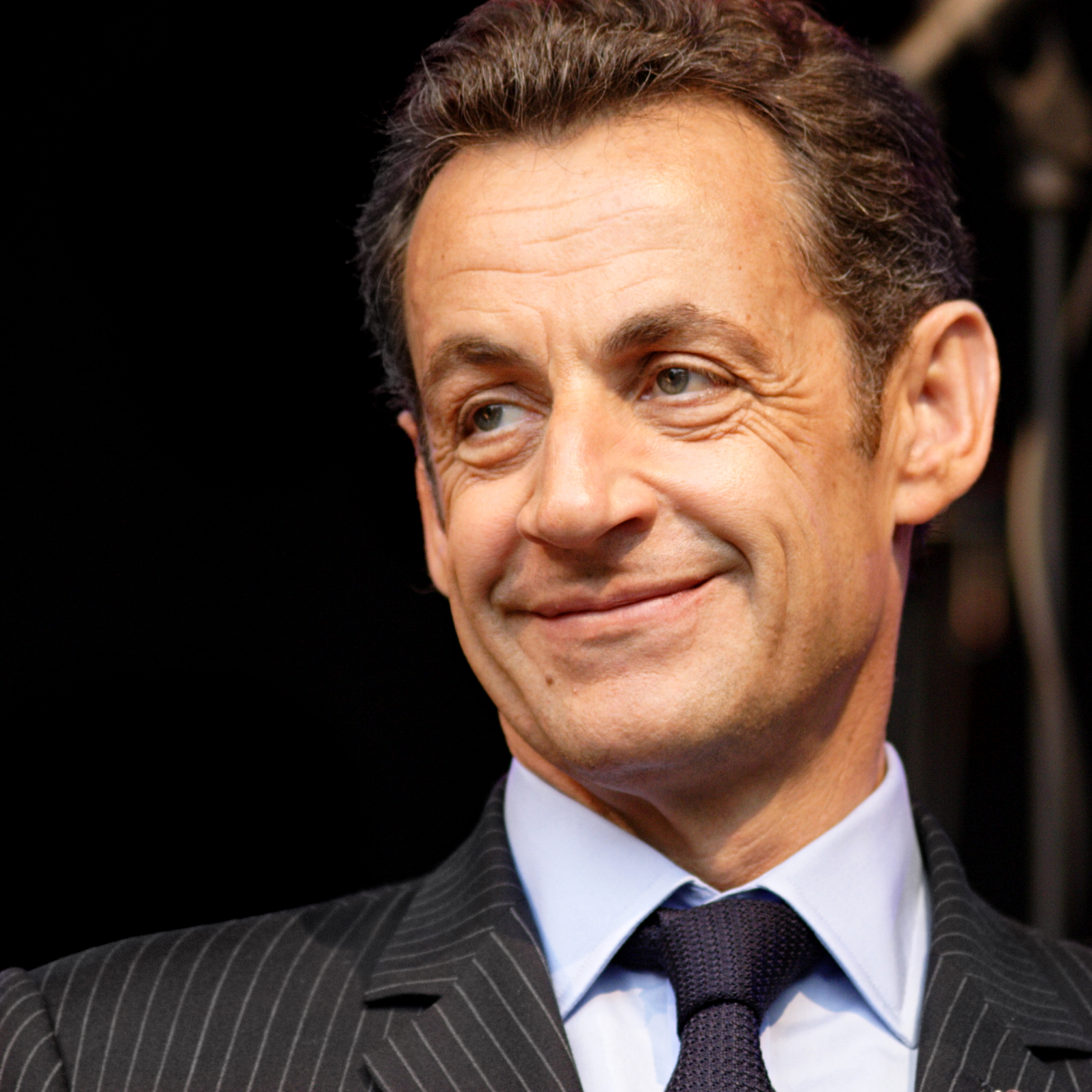
نیکولا سارکوزی : از حزب UMP(اتحاد ملی برای جنبش مردمی)

## نتایج رسمی

### دور اول

نتایج رسمی دور اول

وزارت کشور فرانسه اعلام کرد در دور اول این انتخابات از مجموع ۳۷٬۲۵۴٬۲۴۲ برگ رأی، تعداد آرای باطله و سفید ۵۳۴٬۸۴۶ برگ و تعداد آرای صحیح ۳۶٬۷۱۹٬۳۹۶ برگ رأی به شرح زیر بوده‌است:
- نیکولا سارکوزی ۳۱٫۱۸٪
- سگولن رویال ۲۵٫۸۷٪
- فرانسوا بایرو ۱۸٫۵۷ ٪
- ژان ماری لوپن ۱۰٫۴۴٪
- الیویه برانسنو ۴٫۰۸٪
- فیلیپ دوویلیه ۲٫۲۳٪
- ماری ژرژ بوفه ۱٫۹۳٪
- دومینیک ووانه ۱٫۵۷٪
- آرلت لاگیه ۱٫۳۳٪
- ژوزه بووه ۱٫۳۲٪
- فدریک نیهو ۱٫۱۵٪
- ژرارد شیواردی ۰٫۳۴٪

### دور دوم

نتایج دور دوم انتخابات. سارکوزی: آبی؛ رویال: صورتی.

- نیکولا سارکوزی۵۲٫۷٪ (به عنوان رئیس جمهور برای یک دوره ۵ ساله برگزیده شد)
- سگولن رویال ۴۷٫۳٪